# 旗之赞歌
《旗之讚歌》（阿爾巴尼亞語：Hymni i Flamurit）為阿爾巴尼亞國歌。 作詞者為阿爾巴尼亞詩人阿萨德雷尼（Aleksander Stavre Drenova），作曲者則是羅馬尼亞人奇普里安·波隆贝斯库。1912年第一次巴爾幹戰爭後，阿爾巴尼亞在奧匈帝國的扶植下宣布獨立，隨即將該曲使用為國歌。二戰结束後，实行社會主義的阿尔巴尼亚人民共和国成立，繼續採用此國歌。1991年改国名为阿爾巴尼亞共和國后，國歌依然沒有改變。